# Альварадо (кантон)
Альварадо (исп. Alvarado) — кантон в провинции Картаго Коста-Рики.

## География
Находится на северо-западе провинции. Административный центр — Пакайяс.

## Округа
Кантон разделён на 3 округа:
1. Пакайяс
2. Сервантес
3. Капельядес